# Коацце
Коацце (итал. Coazze) — коммуна в Италии, располагается в регионе Пьемонт, в провинции Турин.
Население составляет 2884 человека (2008 г.), плотность населения составляет 52 чел./км². Занимает площадь 56 км². Почтовый индекс — 10050. Телефонный код — 011.
В коммуне 15 августа особо празднуется Успение Пресвятой Богородицы.

## Демография
Динамика населения:

## Администрация коммуны
- Официальный сайт: http://www.comune.coazze.to.it/ Архивная копия от 10 июня 2010 на Wayback Machine

## Города-побратимы
- Деказвиль (Франция)